# Pinkin de Corozal
Pinkin de Corozal  - żeński klub piłki siatkowej z Portoryko. Swoją siedzibę ma w Corozal. Został założony w 1968.

## Sukcesy
- Mistrzostwa Portoryko:
  -  1968, 1969, 1970, 1971, 1972, 1973, 1974, 1975, 1977, 1979, 1980, 1981, 1982, 1983, 1984, 2008, 2010
  -  1996, 2006, 2009, 2013

## Kadra 2011/12
Źródło:
- 2.  Shara Venegas
- 3.  Marisel Rabell
- 4.  Vilmarie Mojica
- 5.  Vanessa Vélez
- 6.  Wendy Colón
- 9.  Jessica Candelario
- 10. Darangelys Yantín
- 11. Nomaris Vélez
- 12. Gelimar Rodríguez
- 14. Shonda Cole
- 15. Johnalys Matos
- 16. Génesis Collazo
- 17. Julie Bennett
- 18. Ashley Benson